# Ilhas Cayman nos Jogos Olímpicos
As Ilhas Cayman competiram pela primeira vez nos Jogos Olímpicos em 1976, e participou em todos os Jogos desde então, perdendo apenas os Jogos Olímpicos de 1980 por participar do boicote. As Ilhas Cayman ainda lutam para conseguir sua primeira medalha Olímpica.
Após a Independência da Jamaica em 1962, as Ilhas Cayman se tornaram um território britânico ultramarino separado. O Comitê Olímpico das Ilhas Cayman foi criado em 1973 e reconhecido em 1976.
A estreia das Ilhas Cayman nos Jogos Olímpicos de Inverno ocorreu em 2010.

## Quadros de medalhas
| Jogos               | Atletas        | Ouro | Prata | Bronze | Total | Posição |
| 1976 Montreal       | 2              | 0    | 0     | 0      | 0     | -       |
| 1980 Moscou         | Não Participou |      |       |        |       |         |
| 1984 Los Angeles    | 8              | 0    | 0     | 0      | 0     | -       |
| 1988 Seul           | 8              | 0    | 0     | 0      | 0     | -       |
| 1992 Barcelona      | 10             | 0    | 0     | 0      | 0     | –       |
| 1996 Atlanta        | 9              | 0    | 0     | 0      | 0     | –       |
| 2000 Sydney         | 3              | 0    | 0     | 0      | 0     | –       |
| 2004 Atenas         | 5              | 0    | 0     | 0      | 0     | –       |
| 2008 Beijing        | 4              | 0    | 0     | 0      | 0     | –       |
| 2012 Londres        | 5              | 0    | 0     | 0      | 0     | –       |
| 2016 Rio de Janeiro | 5              | 0    | 0     | 0      | 0     | –       |
| 2020 Tóquio         | Evento Futuro  |      |       |        |       |         |
| Total               | Total          | 0    | 0     | 0      | 0     | -       |

| Jogos            | Atletas       | Ouro          | Prata         | Bronze        | Total         | Posição       |
| 2010 Vancouver   | 1             | 0             | 0             | 0             | 0             | —             |
| 2014 Sóchi       | 1             | 0             | 0             | 0             | 0             | —             |
| 2018 PyeongChang | Evento Futuro | Evento Futuro | Evento Futuro | Evento Futuro | Evento Futuro | Evento Futuro |
| 2022 Beijing     | Evento Futuro | Evento Futuro | Evento Futuro | Evento Futuro | Evento Futuro | Evento Futuro |
| Total            | Total         | 0             | 0             | 0             | 0             | -             |